# José Barea Tejeiro
José Barea Tejeiro (Màlaga, 20 d'abril de 1923 – Madrid, 7 de setembre de 2014) va ser un economista i catedràtic espanyol, acadèmic de la Reial Acadèmia de Ciències Morals i Polítiques.

## Biografia
Doctorat en Ciències Econòmiques i Empresarials per la Universitat Complutense de Madrid, va exercir en 2008 la seva tasca de Catedràtic Emèrit d'Hisenda Pública en el Departament d'Economia i Hisenda Pública de la Universitat Autònoma de Madrid. Va ser expert en serveis públics: especialment en sanitat, pensions i seguretat social.
Guardonat el 1998 amb el premi Rei Jaume I d'Economia, Barea va iniciar la seva activitat professional als divuit anys, ingressant com a funcionari al servei de la Hisenda Pública. Va ser president del Banco de Crédito Agrícola, conseller delegat d'Iberia, conseller del Banc Exterior d'Espanya i vocal del Consell d'Administració de l'Institut Nacional d'Indústria (INI). Va ser president d'AECA (Associació Espanyola de Comptabilitat i Administració d'empreses).
En l'esfera política, Barea va ser sotsdirector general d'Inversions, Finançament i Programació, Director General del Tesoro i Pressupostos, Sotssecretari de Pressupostos i Despeses Públiques i Secretari d'Estat per la Seguretat Social. Va ser Director de l'Oficina Pressupostària de la Presidència del Govern, amb rang de Secretari d'Estat, durant la primera legislatura de José María Aznar. També va ser rellevant la seva aportació a l'empresa pública. Prova d'això han estat els seus anteriors càrrecs com a President del Banc de Crèdit Agrícola, S.A.; Conseller Delegat d'Iberia; Conseller del Banco Exterior de España; Vocal del Consell d'Administració de l'Instituto Nacional de Industria i la seva pertinença als Cossos de Catedràtics d'Universitat d'Inspectors de Finances i de Comptadors de l'Estat.
En l'àmbit privat, va ser membre del Comitè Científic de la Fundació Banco Bilbao Vizcaya (BBV), encarregant-se del Projecte de Pensions i de Polítiques per a la Desocupació.
També en l'àmbit privat, però de l'economia social (integrada principalment per cooperatives i entitats no lucratives), va presentar una trajectòria científica de primera fila, sent el President de la Comissió Científica del CIRIEC - Centre Internacional de Recerca i Informació sobre l'Economia Pública, Social i Cooperativa. També va ser Acadèmic de la Reial Acadèmia de Ciències Econòmiques i Financeres de Barcelona i Membre de l'Institut Europeu de Seguretat Social. Acadèmic de nombre de la Reial Acadèmia de Ciències Morals i Polítiques (medalla 22) des del 16-12-97, amb el discurs "Disciplina pressupostària i integració d'Espanya en la Unió Monetària". A més va ser President del Senat de CEDE (Confederació Espanyola de Directius i Executius).
Va escriure regularment, al llarg de la seva trajectòria professional, a Cuadernos de información Econòmica. Al costat de la seva filla Mayte, que també fa classes a l'UAM (encara que en aquest cas, al Dept d'Estructura Econòmica i Economia del Desenvolupament, com a especialista en Economia de la Unió Europea), dirigia la col·lecció de llibres d'Economia Oikos-nomos, de l'editorial Encuentros.
José Barea va morir el 7 de setembre de 2014.

## Obres
- Balanzas fiscales y financiación autonómica, Madrid: Real Academia de Ciencias Morales y Políticas, 2006. ISBN 84-7296-301-2
- La política económica española desde la entrada en la Unión Monetaria: un análisis crítico, Madrid: Instituto de Estudios Fiscales, 2006. ISBN 84-8008-211-9
- En el nombre del euro (2002)
- Dimensiones económicas y sociales de la familia (2000)
- Grupos empresariales de la economía social en España, Valencia: CIRIEC España, 1999. ISBN 84-95003-08-2
- Nuevas formas de financiación de proyectos públicos (1999)
- Las pensiones contributivas de invalidez del Sistema de Seguridad Social Español (1999)
- Después de Maastrich, ¿qué?, Ediciones Encuentro, 1998. ISBN 84-7490-507-9
- El mutualismo laboral como medio de protección social: un estudio económico financiero (1998)
- Disciplina presupuestaria e integración de España en la Unión Monetaria (1997)
- Déficit público y convergencia europea (1997)
- Pensiones y prestaciones por desempleo (1997)
- El papel del crédito agrícola en el desarrollo agrario en Etiopía (1997)
- La reforma de la empresa pública (1996)
- Gasto público y servicios sociales en España: marco teórica y metodología para su cuantificación (1996)
- Escenarios de la evolución del gasto público en pensiones y desempleo en el horizonte del 2020 (1996)
- Informe sobre la situación de las cooperativas y las sociedades laborales en España (1996)
- La crisis de la Deuda externa de México (1995)
- ¿Está el Estado español en quiebra?, Ediciones Encuentro, 1995. ISBN 84-7490-367-X
- El futuro de las pensiones en España (1995)
- El sector público español ante la inmigración europea (1995)
- El sistema de pensiones en España: análisis y propuestas para su viabilidad (1995)
- El problema de la eficiencia del sector público en España: especial consideración de la sanidad, Instituto de Estudios Económicos, 1994. ISBN 84-88533-09-8
- Los caminos del sector público en 1994 (1993)
- Una primera aproximación a las cuentas satélites de la economía social española (1993)
- El Ajuste inevitable (1992)
- Análisis Económico de los gastos públicos en sanidad y previsión de los recursos necesarios a medio plazo, Ministerio de Hacienda, (1992). ISBN 84-8008-003-5
- Comportamiento del ahorro y cajas de ahorros en España. El presupuesto para 1993 (1992)
- Contabilidad en España (1992)
- Libro blanco de la economía social en España (1992)
- La protección social en los países comunitarios: análisis del gasto (1992)
- Cómo aplicar el Plan de Contabilidad (1991)
- Las cooperativas de viviendas: análisis desde la economía pública (1991)
- Incidencia del gasto público en España: análisis del colectivo de beneficiarios (1990)
- La larga marcha hacia la eficiencia en la Administración Pública (1990)
- Asociación Española de Contabilidad y Administración de Empresas: ponencias y comunicaciones de su II Congreso Ministerio de Economía, Instituto de Planificación Contable, 1986. ISBN 84-7196-609-3 coordinado por José Barea
- Contabilidad, fiscalidad y auditoría de las cooperativas de crédito y cajas rurales (1984)
- La planificación en época de crisis en un sistema democrático (1983)
- Asociación Española de Contabilidad y de Administración de empresas: ponencias y comunicaciones de su I Congreso, Ministerio de Economía, Instituto de Planificación Contable, 1983. ISBN 84-7196-417-1 coordinado por José Barea

## Premis
- Premi d'Investigació de l'Instituto de Estudios Fiscales (1966)[4]
- Premi CEOE de les Ciències (1994)
- Premi Círculo de Empresarios (1994)
- Premi Rei Jaume I d'Economia (1998)[5]